# Switłana Szmidt
Switłana Szmidt (ukr. Світлана Шмідт; ur. 20 marca 1990) – ukraińska lekkoatletka specjalizująca się w biegach długodystansowych.
Była uczestniczką mistrzostw świata w Daegu (2011), lecz odpadła w fazie eliminacyjnej. Zajęła 10. lokatę w biegu na 3000 m podczas halowych mistrzostw świata w Stambule w 2012. W tym samym roku zdobyła srebrny medal podczas Mistrzostw Europy w Helsinkach na dystansie 3000 m z przeszkodami. Wystartowała także na igrzyskach olimpijskich w Londynie, lecz nie awansowała do finału. W 2013 zdobyła srebro uniwersjady w Kazaniu.
Kontrola przeprowadzona w marcu 2012 roku wykryła w jej organizmie obecność niedozwolonego dopingu. W 2015 anulowano wszystkie jej rezultaty osiągnięte od 8 marca 2012 roku, pozbawiając ją tym samym medali mistrzostw Europy oraz uniwersjady. Na zawodniczkę nałożono także karę czteroletniej dyskwalifikacji (do 16 marca 2019).
Rekord życiowy w biegu na 3000 metrów z przeszkodami - 9:31,16 (2012) rekord Ukrainy młodzieżowców.